# 木邦县
木邦县是缅甸联邦第一特区下辖的一个县，位于缅甸联邦第一特区南部，县治木邦镇。
木邦县与果敢县、佤邦隔萨尔温江相望，北接勐古县和贵概县，与勐古、贵概并称江西三县。

## 区划沿革
2015年以来，缅甸民族民主同盟军在木邦一带开辟新根据地。2020年3月，设立木邦县。
1027行动开始后，同盟军稳固了对木邦地区的统治，木邦县下辖木邦区、甘亩区、曼杩区、莱莫区、孟尧区、联合区6个区。
2024年2月，设立孟坝区。
2024年8月，联合区更名为党伦联合区。
2024年11月，党伦联合区划归腊戌市管辖，复称联合区，约于同时，木邦区贺北乡也随之划归联合区管辖。
2025年4月，第一特区官方报道提及联合区，称之为“木邦县联合区”，特区官方将联合区重新划归木邦县管辖。
2025年5月，撤销木邦区，木邦县治木邦镇升级为区级镇，木邦区其它乡镇划归孟坝区管辖。
2025年6月，联合区以弄曼乡、美航乡、捷燕乡、象海乡、云乃乡析设弄曼区。

## 行政区划
木邦县下辖1个区级镇、7个区：
- 木邦镇
- 甘亩区：纳底乡、户里乡
- 曼杩区：曼杩乡[10]
- 莱莫区：铓板镇、那玛乡
- 孟尧区：孟尧乡[11]、勐阳乡[12]
- 孟坝区[3]：南楂拉乡[13]、孟洋乡、孟立乡[14]、扎央乡
- 联合区：
- 弄曼区